# Lucía y el sexo
Lucía y el sexo es una película española dirigida por Julio Medem, estrenada en agosto de 2001. Cuenta con Paz Vega, Najwa Nimri y Tristán Ulloa en los papeles principales. Recibió once nominaciones en la XVI edición de los Premios Goya, de los que obtuvo los de mejor actriz revelación (Paz Vega) y mejor música original (Alberto Iglesias). Adicionalmente, recibió la condecoracion La navaja de Buñuel a la mejor película española de ese año.
Desde el 2022 la película está disponible para todo el mundo mediante la plataformas de Streaming Apple TV, Netflix, HBO Max Y Filmin (solo España).

## Argumento
Lucía (Paz Vega) es una camarera de un restaurante madrileño que decide viajar en busca de tranquilidad a una isla del Mediterráneo: Formentera. Durante su estancia Lucía empieza a recordar los momentos más tristes con su anterior pareja, Lorenzo (Tristán Ulloa), un escritor de novelas que supuestamente está escribiendo una historia muy parecida.

## Producción y rodaje
Se rodó en las playas de la isla de Formentera.
Durante el proceso de producción se produjeron numerosos cambios de reparto. El más significativo fue el del personaje de Elena, interpretado por Najwa Nimri. La actriz inicialmente contratada para hacerlo fue Emma Suárez, sin embargo, días antes de arrancar el rodaje, abandonó el proyecto. El personaje rebotó a la actriz Ana Risueño, que llegó a rodar alguna escena en Madrid, hasta que finalmente fue sustituida por Najwa Nimri, que se incorporó al rodaje a última hora, sin el proceso de preparación previa de sus compañeros de reparto. La actriz ha llegado a decir que llegó a rodar escenas con chuletas del guion pegadas por las paredes.
Otros de los actores que estuvieron propuestos para los personajes principales fueron Carmelo Gómez para Lorenzo (Tristán Ulloa), Pepón Nieto para Pepe (Javier Cámara), o Antonia San Juan para un papel que se cayó de la versión definitiva del guion.
La película se filmó en la isla de Fuerteventura, Formentera y la ciudad de Madrid.

## Comentarios
El director Julio Medem utiliza el sexo y desnudos explícitos para que el espectador tenga una visión más completa de los pensamientos de Lucía, por eso tuvo que hacer un montaje alternativo para la distribución en Estados Unidos.

### Secuela
A mediados de 2015 Julio Medem confirmó que esta trabajando en una secuela de la misma llamada Lucía la cual contaría la historia de la pareja protagónica en 2016. No obstante la actriz principal (Paz Vega) confirmó que el proyecto estaba paralizado y que no sabe cuándo comenzará su preproducción.

## Palmarés cinematográfico

### XVI edición de los Premios Goya
| Categoría                | Persona                                                            | Resultado  |
| ------------------------ | ------------------------------------------------------------------ | ---------- |
| Mejor película           | Mejor película                                                     | Candidata  |
| Mejor director           | Julio Medem                                                        | Candidato  |
| Mejor actor protagonista | Tristán Ulloa                                                      | Candidato  |
| Mejor actriz de reparto  | Elena Anaya                                                        | Candidata  |
| Mejor actriz de reparto  | Najwa Nimri                                                        | Candidata  |
| Mejor actriz revelación  | Paz Vega                                                           | Ganadora   |
| Mejor guion original     | Julio Medem                                                        | Candidato  |
| Mejor montaje            | Iván Aledo                                                         | Candidato  |
| Mejor fotografía         | Kiko de la Rica                                                    | Candidato  |
| Mejor música original    | Alberto Iglesias                                                   | Ganador    |
| Mejor sonido             | Polo González Aledo Agustín Peinado Alfonso Pino Santiago Thévenet | Candidatos |

- Premio La Navaja de Buñuel a la mejor película española de 2001 otorgado por el programa de TVE Versión española y la Fundación Autor.
- Premio del Jurado en el Festival de Cine Latino "Primer Plano" de Dijon, Francia.
- Premios Emergin Masters y del público "Golden Space Neddle" al mejor director en el Festival de Seattle.

## Reparto
| Intérprete        | Personaje            |
| ----------------- | -------------------- |
| Paz Vega          | Lucía                |
| Tristán Ulloa     | Lorenzo              |
| Najwa Nimri       | Elena                |
| Daniel Freire     | Carlos               |
| Elena Anaya       | Belén                |
| Silvia Llanos     | Luna                 |
| Diana Suárez      | Madre de Belén       |
| Javier Cámara     | Pepe                 |
| Juan Fernández    | Jefe                 |
| Charo Zapardiel   | Comadrona            |
| María Álvarez     | Enfermera            |
| Javier Coromina   | Camarero Chiringuito |
| Arsenio León      | Futbolista           |
| Alesandra Alvarez | Luna 1 año           |
| David Bulnes      | Actor porno          |
| José Ferreira     | Emplastro            |